# FM zine
《FM zine》은 조정식 아나운서의 진행으로 매일 오전 4시부터 오전 6시까지 SBS 파워FM을 통해 방송되었던 라디오 프로그램이다. 빅스 엔 케이팝의 후속작이며, 2015년 SBS 라디오 가을 개편으로 신설되었을 당시에는 오전 1시부터 오전 3시까지 방송되었으나 2016년 SBS 라디오 봄 개편으로 인해 현재 시간으로 변경되었다. 다양한 필진이 모여 각각의 코너를 담당하는 매거진 형식으로 방송된다. 2016년 SBS 라디오 가을 개편으로 1년만에 폐지되었다.

## 코너

### 요일별 코너
- 음악을 위한 친절한 대화
- 김혜리의 수요 재개봉관
- 파워FM 선곡 뒷담화
- 애독자 한마당
- 힙합 라디Yo!
- 취향 저격 선곡컨설팅, "Just For You"

## 동시간대 지역 프로그램
다음 지역민방 프로그램은 새벽 4시부터 아침 6시까지 방송된다. 단 kbc My FM, TJB POWER FM, JTV MAGIC FM, JIBS New Power FM은 FM zine 대신 자체프로그램을 내보낸다. 그러나 KNN 파워FM은 동시간대 유일하게 FM zine을 자체편성없이 내보내는데 TBC Dream FM(야구시즌 한정 재송출), G1 Fresh FM, CJB JOY FM는 4시 ~ 4시 55분 까지의 1부, ubc Green FM은 5시 ~ 6시 까지의 2부 방송분을 내보낸다.
| 프로그램                                           | 지역                               | 방송국            | 진행자        |
| -------------------------------------------------- | ---------------------------------- | ----------------- | ------------- |
| 장진영의 그대 창가에서 (03:00~04:55)               | 대구광역시·경상북도                | TBC Dream FM      | 장진영        |
| 김대진의 가요퍼레이드 (05:00~06:00)                | 대구광역시·경상북도                | TBC Dream FM      | 김대진        |
| 뮤직에세이                                         | 대전광역시·세종특별자치시·충청남도 | TJB POWER FM      | 이은지        |
| 새벽을 여는 친구 최지현입니다(05:00~06:00)         | 충청북도                           | CJB JOY FM        | 최지현        |
| My FM 사운드 오브 뮤직(03:00~06:00)                | 광주광역시·전라남도                | kbc My FM         | 구희선 (연출) |
| 이산하의 잠 못 드는밤 그대는(03:00~05:00)          | 울산광역시                         | ubc Green FM      | 이산하        |
| 논스톱 음악산책(월~토 04:00~06:00, 일 04:00~04:55) | 전라북도                           | JTV MAGIC FM      | 황윤택 (연출) |
| 신명! 우리가락속으로(일 05:00~06:00)               | 전라북도                           | JTV MAGIC FM      | 이항윤        |
| 홍주연의 행복한 아침(05:00~06:00)                  | 강원도                             | G1 Fresh FM       | 홍주연        |
| 행복한 아침(03:00~06:00)                           | 제주특별자치도                     | JIBS New Power FM | 김민경(연출)  |

## 비고
매달 마지막 주 화요일은 관악산 송신소와 동두천 중계소의 방송장비 점검과 더 나은 방송수신을 위해 새벽 2시부터 아침 5시까지 계획정파를 실시하므로 매일 오전 4시부터 4시 55분까지의 1부는 방송되지 않는다. (뮤직하이 2부, 애프터 클럽, FM zine 1부)
 따라서 이 날 한정으로 2부가 1부를 대신한다.